# Orlov (cavallo)
L'Orlov è una razza di cavalli tipica della Russia, da tiro leggero con un'abilità ereditaria per il trotto.
Allevato in Russia, nella scuderia Chrenovskij nella provincia di Voronež sotto la guida del suo proprietario, il conte A.G. Orlov, nella seconda metà del XVIII e inizio XIX secolo con il metodo di complessi incroci riproduttivi utilizzando arabo, danese, olandese, meclemburghese e altre razze.
Le corse al trotto godono di molta popolarità in Russia: ciò spiega il successo di questa razza, il cui allevamento è distribuito in ben 34 scuderie di Stato con una presenza media di 30 000 esemplari. Benché non sia veloce come il Trottatore Americano e abbia notevole taglia, l`Orlov possiede leggerezza e potenza, combinate con un fisico possente e solido, dotato di una generosa massa muscolare.

## Morfologia
Cavallo ben conformato di tipo meso-dolicomorfo; la sua altezza al garrese varia fra 1,55 m e 1,72 m. I mantelli più usuali sono il grigio (spesso pomellato), il baio e il morello, mentre il sauro si riscontra raramente.
La testa è di giuste proporzioni e ben attaccata, ha profilo fronto-nasale rettilineo, con fronte larga e occhi vivaci. Il collo è lungo e muscoloso, leggermente arcuato e ben attaccato; il garrese è mediamente rilevato, la linea dorso-lombare dritta, il dorso è lungo ed i reni forti, la groppa di presenta un po' allungata e leggermente obliqua, la coda è ben attaccata, il torace ampio e profondo, la spalla è ben diretta, lunga e muscolosa. Gli arti sono robusti e resistenti, dotati di buona muscolatura, con articolazioni solide e asciutte, braccio e avambraccio lunghi, stinchi anch'essi lunghi e di buona circonferenza, tendini ben staccati e asciutti, zoccolo ben conformato.

## Storia

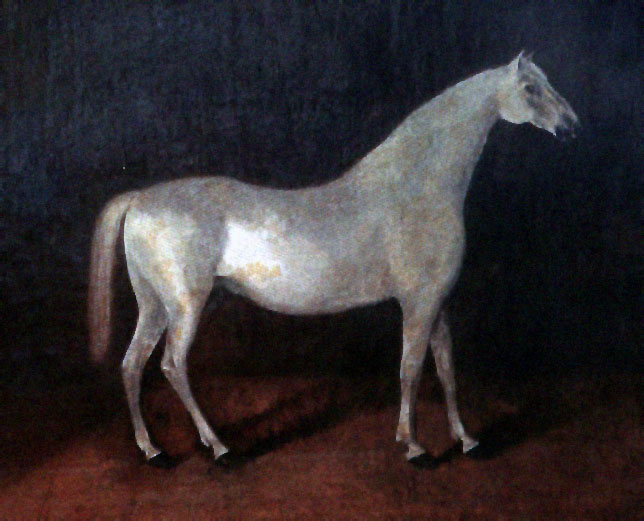
Smetanka, progenitore della razza.

L'Orlov fu sviluppato dal conte Aleksej Grigor'evič Orlov-Česmenskij, per aver aiutato la Zarina Caterina II nell'ascesa al trono fu dalla sovrana nominato comandante della flotta russa. Nel nuovo incarico il conte Orlov riportò un'importante vittoria sulla marina turca e in tale occasione l'ammiraglio nemico, in omaggio al suo comportamento leale volle donargli lo stallone Arabo di nome Smetanka.

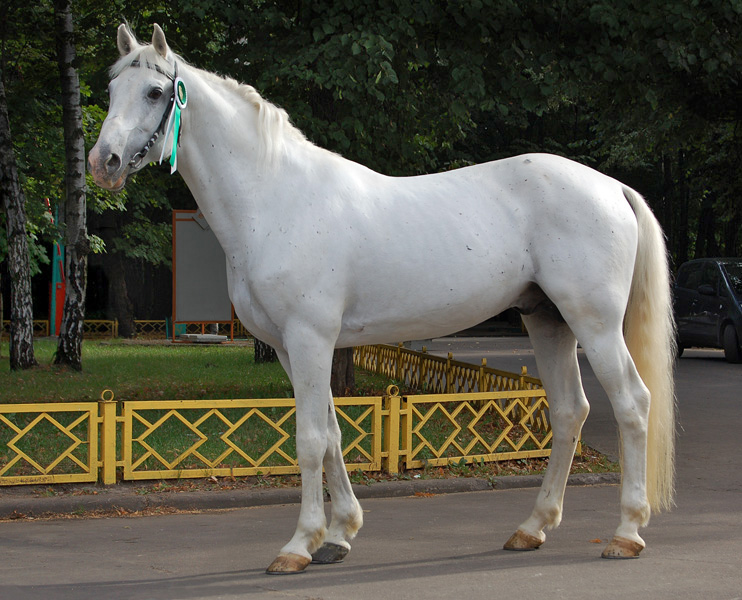
Un esemplare di questa razza

Egli cominciò la sua opera dopo il 1780, incrociando lo stallone Arabo bianco Smetanka, ricevuto dal sultano della Turchia, con le migliori fattrici Danesi, Olandesi, Meclemburgo e Arabe del suo allevamento di Orlov, vicino a Mosca. Dopo una sola stagione di monta il cavallo morì. Nel 1778 una giumenta danese dal mantello isabella gravida di Smetanka partorì un maschio di nome Polkan che, unito a sua volta ad una fattrice danese, di nome Hartsdraver, una grossa cavalla olandese che aveva stinchi e struttura fisica robusti e che si muoveva con la necessaria libertà ed energia al trotto, dette alla luce il fenomenale trottatore Bars I, che è considerato il capostipite della razza. Attraverso la rigorosa selezione con il contributo di fattrici danesi, olandesi, inglesi, russe, polacche, nonché di razza araba, ma soprattutto grazie all'impiego di stalloni Purosangue Inglesi si giunse a fissare i caratteri della razza che dal conte Orlov prende appunto il nome.
Nel 1788 il conte trasferì le operazioni al suo nuovo allevamento di Khrenov, nella provincia di Voronež, dove l'evoluzione della razza proseguì anche grazie all'assistenza del suo esperto direttore, V. I. Šiškin. Ben presto fu chiaro che i migliori risultati si ottenevano incrociando gli Arabi con le giumente Danesi e Olandesi. Quest'ultimo coprì fattrici di razze da cui lui stesso discendeva: Arabe, Olandesi e Danesi e incroci fra Arabi e Meclemburgo. Per fissare il tipo desiderato, fu poi messo in atto un vasto programma di accoppiamenti tra Mars I e la sua stessa discendenza. Tutti gli Orlov di pura razza mostrano ancora oggi un forte collegamento con Bars I.
Lo Stud Book fu istituito nel 1865 e in un primo tempo fu aperto ai cavalli di qualsiasi origine che avessero fatto registrare un tempo al km di due minuti mentre attualmente l'iscrizione è riservata ai soli figli di soggetti già considerati Orlov. Questo trottatore ha contribuito alla formazione di altre razze trottatrici: infatti un certo numero di fattrici furono importate in Francia sul finire del secolo scorso, mentre numerosi soggetti vennero introdotti negli allevamenti italiano e tedesco. L'Orlov ha inoltre ha contribuito al miglioramento e anche alla formazione di altre razze, fra le quali quella del Don. Per la sua robustezza l'Orlov ha trovato impiego in agricoltura e nel tiro leggero rapido. Nelle vesti di cavallo da corsa, dopo aver primeggiato per un paio di decenni, nella seconda metà del secolo scorso, ha dovuto cedere il passo al Trottatore Francese e al Trottatore Americano con i quali non ha potuto continuare a competere in velocità. Nonostante ciò si cimenta ancora oggi sugli ippodromi sovietici in corse a esso riservate.

## Utilizzo
Come cavallo da corsa l'Orlov primeggiò per circa vent'anni nella seconda metà dell'Ottocento, fino a quando il Trottatore Francese e soprattutto quello Americano gli sottrassero il primato. Attualmente è ancora impiegato in corse al trotto, nelle quali si esprime con velocità ragguardevoli e con notevole rendimento anche sulle lunghe distanze. I trottatori Orlov offrono spesso uno spettacolo di grande effetto quando sono attaccati alla tradizionale troika, mezzo caratteristico che suscita immancabilmente ammirazione ed emozione.
Per la sua solidità e per l'ottima conformazione, unite all'azione vivace ed elegante, questa razza è impiegata con ottimi risultati anche per il tiro leggero e per i meno nobili, ma comunque indispensabili, lavori in agricoltura. Esiste anche una versione, chiamata Orlov-Rostopschiner, che risulta particolarmente adatta per l'equitazione.

## Sport e ibridazione
L'addestramento sistematico e i programmi graduati di corsa al trotto, tenuti a Mosca dal 1834, incoraggiarono i miglioramenti e accrebbero le prestazioni, anche se da questo punto di vista l'Orlov non poté mai avvicinarsi al trottatore americano. Fu per questo motivo che venne prodotto il più veloce trottatore russo, come risultato di un incrocio fra Trottatori Americani e Orlov. In effetti fra il 1890 e il 1917 furono importati 156 stalloni e 220 fattrici di trottatore americano. Il rifornimento fu interrotto durante la Prima Guerra Mondiale e gli ibridi furono accoppiati sempre più con i cavalli usati in precedenza. Negli anni Trenta fu fatto un uso maggiore dell'incrocio fra il trottatore americano e l'Orlov e nel 1949 il trottatore russo fu riconosciuto come una razza, anche se non soppiantò il tradizionale Orlov.

## Il moderno Orlov

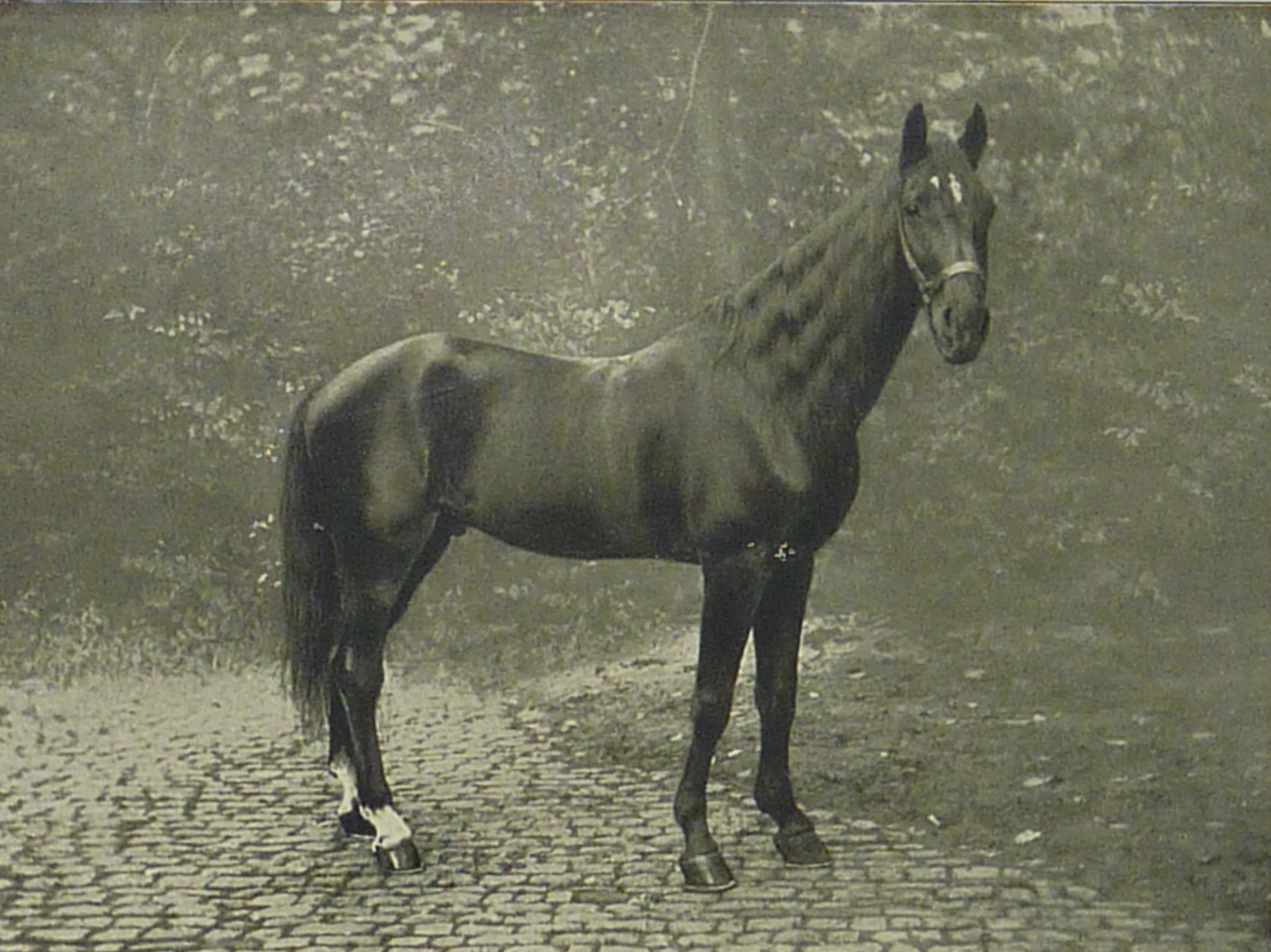
Hans l'intelligente nel 1910

L'Orlov non è un esemplare del tutto perfetto dal punto di vista della conformazione. È ragionevolmente alto (163 cm) e nel complesso proporzionato. La testa, per quanto piccola, tende ad essere semplice e talvolta rozza e i tipi meno riusciti possono avere gambe lunghe e insufficiente larghezza di sottopancia. Sono a volte soggetti a debolezza dei tendini, eredità del recente abuso di fattrici Olandesi. Il tipo varia a seconda dell'allevamento in cui viene prodotto l'animale, ma i migliori e più caratteristici sono quelli che provengono da Chrenov.
Altri, come quelli di Perm, negli Urali, sono di aspetto più mediocre, mentre sia i tipi di Tula sia quelli di Dubrov sono più vicini alla conformazione delle razze da tiro pesante che a quella dei trottatori. Tuttavia si tratta di animali che sono utili per migliorare altre razze. Le prestazioni agonistiche del moderno Orlov sono ancora oggetto di perfezionamento. Molta attenzione è dedicata, oltre che al miglioramento della velocità, al mantenimento dell'altezza e di un portamento elegante in una struttura leggera ma robusta e con tendini forti. Tuttavia negli anni passati l'obiettivo è stato usare sempre più l'Orlov per migliorare altre razze. In questo ruolo ha esercitato un'influenza massiccia sull'allevamento russo e ha contribuito all'evoluzione del Don e del Tersk, del Trottatore Russo e di altre razze pesanti. Nella Russia prerivoluzionaria l'Orlov era allevato in 3000 allevamenti e forse oggi ci sono ancora 30.000 esemplari di pura razza nei paesi dell'ex URSS.

## Caratteristiche generali
L'Orlov è una delle razze di cavalli da fabbrica più antiche della Russia. È con la razza da trotto Orël che inizia la formazione dell'intero allevamento di cavalli domestici. I metodi stabiliti da A. G. Orlov e dal suo assistente V. I. Šiškin come base per l'allevamento e l'ulteriore allevamento dello zampone di Orël hanno avuto un'influenza sullo sviluppo dell'allevamento domestico.
Gli zamponi di Orël fanno parte della categoria dei grandi cavalli. L'altezza al garrese è di circa 157–170 cm. L'altezza media degli stalloni si aggira attorno ai 162 cm nelle femmine e 161 cm nel maschio. La lunghezza media del corpo obliquo degli stalloni è di 161 cm circa, la circonferenza toracica è di circa 180 cm circonferenza pastorale di 20.3 cm con un peso medio di 500–550 kg.
I colori più comuni sono: grigio, grigio chiaro ('bianco'), rosso-grigio, grigio pomellato e grigio scuro. Spesso ci sono anche i colori alloro, nero e, meno spesso rosso e roano. I trottatori Dun e Orël solitari sono molto rari. Il gene crema è entrato nel pool genetico della razza attraverso la madre di Polkan I, una cavalla Dun.
Il moderno trottatore di Orël è un cavallo da tiro armoniosamente costruito, con una testa piccola e asciutta, un collo alto con una curva a forma di cigno una schiena forte e muscolosa e gambe forti. Questi sono cavalli ben costruiti, armoniosi, piuttosto capricciosi ma di buon carattere. Hanno una postura orgogliosa, movimenti alti aggraziati ed eleganti, la criniera e la coda sono rigogliose.
Esistono tre tipologie di cavallo Orlov:
- massiccio ("pesante")
- secco ("leggero")
- intermedio ("medio")

## Altre caratteristiche
Tutti i rappresentanti della razza Orlov hanno un'indole tranquilla e docile. Nel corso di molti anni di allevamento, gli allevatori sono riusciti a sbarazzarsi dell'irascibilità insita nei cavalli arabi.
Hanno una capacità di lavoro unica, soddisfano indiscutibilmente tutte le esigenze del proprietario. Tuttavia, le radici meridionali si fanno sentire, l'Orlov Trotter ama il movimento, la guida veloce e ha un temperamento energico.
Grazie alla sua indole calma, all'alto intelletto e alla capacità di entrare in empatia con le persone, la razza di cavallo Orlov viene spesso utilizzata per le sessioni di ippoterapia.

## Detentori di record
Una parte preziosa del pool genetico di Orlov è concentrata e conservata nella scuderia di Mosca, che ha allevato Kvadrat e Pion, due famosi stalloni che hanno lasciato il segno nell'intera razza.
Kvadrat (1946) è stato il principale padre della razza per 25 anni. Un eccezionale riproduttore, ampiamente utilizzato per inseminare artificialmente le cavalle. Tutto sommato, ha generato oltre 600 figli. Il venerabile cavallo da corsa ha vissuto quasi 30 anni.
Kvadrat ha avuto una carriera di corsa che comprendeva vincere tutti i premi tradizionali tra i tre e i quattro anni e impostare due All-Union record per gli Orlov Trotters. All'età di quattro anni, Kvadrat ha corso 3.200 metri in soli 4:23, un record che è rimasto intatto per 36 anni.
Kvadrat era uno stallone prepotente la cui prole ereditò il suo vivido carattere Orlov. È genitore di nove stalloni, solo tre dei quali sono nati fuori dalla scuderia di Mosca. Il migliore dei suoi figli erano i fratelli Bokal e Bouquet, nati nella scuderia di Mosca e portarono avanti la linea di Proliv per diverse generazioni. Kvadrat ha generato 19 puledri di alto rango, trottatori di 2:10 e migliori tra loro, tra cui il sire Bouquet 2:03.2.
Le figlie di Kvadrat erano cavalle e fattrici eccellenti, apprezzate da tutti gli stalloni che le ricevevano. La scuderia di Mosca tenne 26 delle figlie di Kvadrat e le migliori figlie di Kvadrat erano provenienti dalle fattrici delle linee di Lovchy e Gromadny.
L'eccezionale Pion (1966) è stato il miglior stallone Orlov della scuderia dal 1973 fino alla sua morte nel 1991. Lo stallone ha generato quasi 630 puledri durante la sua carriera di stallone, molti dei quali tramite inseminazione artificiale.
Pion ha avuto una carriera da pilota fenomenale e ha mostrato una velocità incredibile all'ippodromo di Cracovia. Nel 1970, ha vinto il premio Bars al Central Moscow Hippodrome; all'ippodromo di Charkiv, ha preso il tradizionale Premio Bars e il Gran Premio ucraino; a Odessa, ha stabilito un record nel 1974 all'età di otto anni.
Pion è stato il vincitore dell'All-Union e campione assoluto della sua razza. Il suo record di 4:13.5 nei 3.200 metri è ancora da battere.
In termini di qualità della prole, Pion era il miglior stallone Orlov nella storia della razza. I puledri di Pion hanno vinto il Gran Premio Triennale sette volte all'ippodromo centrale di Mosca; hanno vinto il Premio Bars cinque volte e il Premio Pion otto volte; dieci di loro sono detentori di record di razza.